# Common Data Link
Common Data Link (CDL), lo que en castellano  sería "Enlace de Dato común" es un protocolo seguro de comunicaciones dentro del ejército de los Estados Unidos de América. Se estableció por el Departamento de Defensa de los Estados Unidos en 1991 como protocolo primario del ejército para imágenes e inteligencia de señales(SIGINT). CDL opera dentro de la banda Ku en índices de datos con un rango de hasta 274 Mbit/s. CDL permite para el intercambio de datos  dúplex. Las señales CDL son transmitidas, recibidas, sincronizadas, routeadas, y simuladas por el enlace de dato Común (CDL) y las Cajas de Interfaz (CIBs).
El Acto de Autorización FY06 (Ley Pública 109-163) requiere el uso de CDL para todas las imágenes, a no ser que esté concedida una renuncia que diga lo contrario.  La razón primaria para que las renuncias sean concedidas, es por la incapacidad para llevar las 30 libras (9,69kg) en una aeronave. Está emergiendo una nueva tecnología con la cual se espera una versión de 2 libras (0,646kg) a finales de la década (2010).
El Enlace de Dato Común Táctico (TCDL) es un enlace de dato seguro desarrollado por el ejército de EE. UU. para enviar información segura y enlaces de vídeo en streaming desde las distintas plataformas de aviación a las estaciones de tierra. El TCDL puede aceptar los datos desde fuentes diferentes, entonces encripta, multiplexa, codifica, transmite, demultiplexa, y envía este dato a una alta velocidad. Utilizando una banda estrecha Ku  utilizada para el control de cargas y vehículos, y una banda ancha para la transferencia de datos.
El TCDL usa antenas tanto direccionales y omnidireccionales para transmitir y recibir la señal Ku. El TCDL estuvo diseñado para UAVs, específicamente el MQ-8B Fuego Scout, así como en los dispositivos tripulados de no combate. El TCDL transmite señales de radar, imaginería, vídeo, y otras informaciones sensoriales con índices de 1.544 Mbit/s a 10.7 Mbit/s sobre gamas de 200 km. Existe un pequeño índice de error de 10e-6 con COMSEC y 10e-8 sin COMSEC. Se pretende que el TCDL  en el futuro sea capaz de soportar los índices más altos del CDL llegando a los índices de 45, 137, y 274 Mbit/s.